# Nandicius
Genre
Nandicius est un genre d'araignées aranéomorphes de la famille des Salticidae.

## Distribution
Les espèces de ce genre se rencontrent en Asie.

## Liste des espèces
Selon World Spider Catalog (version 25.5, 18/01/2025) :
- Nandicius cambridgei (Prószyński & Zochowska, 1981)
- Nandicius deletus (O. Pickard-Cambridge, 1885)
- Nandicius frigidus (O. Pickard-Cambridge, 1885)
- Nandicius gyirongensis (Hu, 2001)
- Nandicius kimjoopili (Kim, 1995)
- Nandicius kuankuoshuiensis Wang, Mi, Irfan & Peng, 2019
- Nandicius mussooriensis (Prószyński, 1992)
- Nandicius proszynskii Wang & Li, 2021
- Nandicius pseudoicioides (Caporiacco, 1935)
- Nandicius shihaitaoi Wang & Li, 2023
- Nandicius szechuanensis (Logunov, 1995)
- Nandicius vallisflorum Caleb, Sajan & Kumar, 2018
- Nandicius woongilensis Kim & Lee, 2016
- Nandicius xiefengi Wang, Mi, Li & Xu, 2024

## Systématique et taxinomie
Ce genre a été décrit par Prószyński en 2016 dans les Salticidae.

## Publication originale
- Prószyński, 2016 : « Delimitation and description of 19 new genera, a subgenus and a species of Salticidae (Araneae) of the world. » Ecologica Montenegrina, vol. 7, p. 4-32 (texte intégral).